# Subarnachar
Subarnachar es un subdistrito (upazila) del distrito (zila) de Noakhali, de la región de Chittagong, en Bangladés, con una población censada en marzo de 2011 de 289 514 habitantes.
Se encuentra ubicado en al sureste del país, cerca de la desembocadura del río Meghna en el golfo de Bengala.